# Ferdinand Renauld
Ferdinand François Gabriel Renauld (Vesoul (Haute-Saône), 18 de novembro de 1837 — Paris, 6 de maio de 1910) foi um briologista francês que se destacou no campo das floras insulares.